# Metsnuniq
El Metsnuniq fou un districte de Baspracània a la vall del riu Ardjishal.
Limitava al nord amb el Barilovit i Balunik; a l'est amb l'Alandrot; a l'oest amb l'Ardjishakhoit (Ardjesh); i al sud amb el Krshuniq.